# Osnatel Arena
La Osnatel Arena (già Stadion an der Bremer Brücke) è uno stadio polivalente di Osnabrück, in Germania. Viene utilizzato principalmente per le partite di calcio ed è lo stadio di casa del VfL Osnabrück. Lo stadio può ospitare 18 415 persone ed è stato costruito nel 1933.
Dal 1º aprile 2008, sono in corso alcune opere di demolizione del vecchio stadio, per far posto ad un moderno supporto per una copertura dell'impianto. Il club aveva progettato di costruire uno stadio interamente coperto, tuttavia, c'è stata una polemica con un residente locale la cui proprietà è situata molto vicino al suolo. Di conseguenza circa un terzo della costruzione sarà notevolmente inferiore rispetto al resto, e la capacità complessiva diminuirà a 16 250, ma rispetto a prima aumenterà di 5 728 posti.